# Јешкова Вес
Јешкова Вес (слч. Ješkova Ves) насељено је мјесто са административним статусом сеоске општине (слч. obec) у округу Партизанске, у Тренчинском крају, Словачка Република.

## Становништво
| Година:    | 1994. | 2004.   | 2014.   | 2024.   |
| ---------- | ----- | ------- | ------- | ------- |
| Број људи: | 539   | 504     | 505     | 494     |
| Разлика:   |       | -6,49 % | +0,19 % | -2,17 % |

| Година:    | 2023. | 2024.   |
| ---------- | ----- | ------- |
| Број људи: | 498   | 494     |
| Разлика:   |       | -0,80 % |

Према подацима о броју становника из 2011. године насеље је имало 517 становника.